# Човекоподобни
Човекоподобните (Hominidae) са семейство от разред Примати, към което принадлежи и човекът.

## Класификация
Семейството обхваща 4 съвременни рода със 7 вида и 12 изчезнали рода.
Семейство Човекоподобни
- Подсемейство Ponginae
  - Род †Гигантопитеци (Gigantopithecus)
  - Род †Sivapithecus
  - Род †Lufengpithecus
  - Род †Ankarapithecus
  - Род †Ouranopithecus
  - Род Орангутани (Pongo)
    - Pongo pygmaeus – Борнейски орангутан
    - Pongo abelii – Суматрански орангутан
- Подсемейство Homininae
  - Род †Австралопитеци (Australopithecus)
  - Род †Ардипитеци (Ardipithecus)
  - Род †Oreopithecus
  - Род †Paranthropus
  - Род †Sahelanthropus
  - Род †Orrorin
  - Род †Kenyanthropus
  - Род Горили (Gorilla)
    - Gorilla gorilla – Обикновена горила
    - Gorilla beringei – Планинска (източноконгоанска) горила

  - Род Шимпанзета (Pan)
    - Pan troglodytes – Шимпанзе
    - Pan paniscus – Бонобо (шимпанзе джудже)

  - Род Homo – Човек (Към рода принадлежат и 11 изчезнали вида)
    - Homo sapiens sapiens – Разумен човек